# بيت الشحب (الرجم)

تعديل مصدري - تعديل

بيت الشحب هي إحدى قرى عزلة بني عواض بمديرية الرجم التابعة لمحافظة المحويت، بلغ تعداد سكانها 28 نسمة حسب تعداد اليمن لعام 2004.